# 메리 루 로드
메리 루 로드(Mary Lou Lord, 1965년 3월 1일 ~ )는 미국의 싱어송라이터이다.